# Annamay Pierse
Annamay Pierse (Toronto, Canadá, 5 de diciembre de 1983) es una nadadora canadiense especializada en pruebas de estilo braza larga distancia, donde consiguió ser subcampeona mundial en 2009 en los 200 metros.

## Carrera deportiva
En el Campeonato Mundial de Natación de 2009 celebrado en Roma ganó la medalla de plata en los 200 metros estilo braza, con un tiempo de 2:21.84 segundos, tras la serbia Nadja Higl (oro con 2:21.62 segundos) y por delante de la austriaca Mirna Jukić (bronce con 2:21.98 segundos).